# Lieja-Bastogne-Lieja 1989
La Lieja-Bastogne-Lieja 1989 fou la 75a edició de la clàssica ciclista Lieja-Bastogne-Lieja. La cursa es va disputar el diumenge 16 d'abril de 1989, sobre un recorregut de 268 km, i era la quarta prova de la Copa del Món de ciclisme de 1989.
El vencedor final fou l'irlandès Sean Kelly, que s'imposà a l'esprint en un grup format per 34 ciclistes.

## Classificació general
|    | Ciclista               | Equip                            | Temps      |
| -- | ---------------------- | -------------------------------- | ---------- |
| 1  | Sean Kelly (IRL)       | PDM-Ultima-Concorde              | 7h 23' 40" |
| 2  | Fabrice Philipot (FRA) | Toshiba                          | m. t.      |
| 3  | Phil Anderson (AUS)    | TVM-Yoko                         | m. t.      |
| 4  | Pedro Delgado (ESP)    | Reynolds-Banesto                 | m. t.      |
| 5  | Sammie Moreels (BEL)   | Lotto-Vlaanderen-Jong-MBK-Merckx | m. t.      |
| 6  | Steven Rooks (NED)     | PDM-Ultima-Concorde              | m. t.      |
| 7  | Laurent Fignon (FRA)   | Super U-Raleigh-Fiat             | m. t.      |
| 8  | Eric van Lancker (BEL) | Panasonic-Isostar                | m. t.      |
| 9  | Bruno Cornillet (FRA)  | Z-Peugeot                        | m. t.      |
| 10 | Miguel Indurain (ESP)  | Reynolds-Banesto                 | m. t.      |